# Luigi De Agostini
Luigi De Agostini (* 7. April 1961 in Udine) ist ein ehemaliger italienischer Fußballspieler.
Während seiner aktiven Laufbahn war er Abwehrspieler.

## Karriere

### Im Verein
Luigi De Agostini begann seine Karriere beim Klub seiner Heimatstadt, Udinese Calcio, für die er am 23. März 1980 beim 0:0 im Heimspiel gegen die SSC Neapel sein Serie-A-Debüt feierte. Da er allerdings nur wenig zum Einsatz kam, wechselte er, um Erfahrungen als Stammspieler zu sammeln, zuerst zu Trento Calcio 1921 in die Serie C1 und spielte in der Saison 1982/83 für US Catanzaro in der Serie A.
Im Jahr 1983 kehrte De Agostini zu Udinese Calcio zurück und wurde zum Stammspieler. Die Saison 1986/87 bestritt er für Hellas Verona, im Sommer 1987 wurde er von Juventus Turin verpflichtet. Bei Juve spielte Luigi De Agostini fünf Jahre lang, gewann den UEFA-Pokal sowie die Coppa Italia und wurde dort auch zum Stammspieler in der Nationalmannschaft. Zur Saison 1992/93 ging De Agostini zu Inter Mailand, im Sommer 1993 wechselte er zur AC Reggiana, wo er im Sommer 1995 seine aktive Karriere beendete.
Luigi De Agostini bestritt insgesamt 378 Serie-A-Partien und schoss dabei 33 Tore.

### In der Nationalmannschaft
Luigi De Agostini debütierte am 28. Mai 1985 unter Azeglio Vicini beim 0:0 in Norwegen für Italien.
Er nahm mit den Azzurri an der EM 1988 in Deutschland, wo ihm im Spiel gegen Dänemark ein Tor gelang und an der Fußball-Weltmeisterschaft 1990 in Italien, bei der die Italiener den dritten Platz erringen konnten, teil.
Am 25. September 1991 absolvierte De Agostini beim Spiel in Bulgarien sein letztes von insgesamt 36 Länderspielen für Italien, in denen ihm vier Tore gelangen.

## Erfolge
- Mitropacup: 1981/82
- UEFA-Pokal: 1989/90
- Coppa Italia: 1989/90
- Ritter des Verdienstordens der Italienischen Republik: 1991